# ساعدی قذافی
ساعدی قذافی (به عربی: الساعدي معمر محمد أبو منيار القذافي) پسر سوم معمر قذافی، رهبر لیبی و فرمانده گردان ۴۸ نیروهای ویژه لیبی است که به نام گردان الساعدی نیز نامیده می‌شود. او که علاقه وافری به فوتبال دارد که بعنوان مهاجم در تیم‌هایی ایتالیایی پروجا، اودینیزه و سمپدریا بازی کرده‌است. علاوه بر این او یکی از سهامداران باشگاه یوونتوس است و بیش از یک سوم سهام آن باشگاه را در اختیار دارد. گردان الساعدی از مهم‌ترین واحدهای نظامی در مقابله با مخالفان حکومت بود. الساعدی بیشترین مشارکت نظامی در بین پسران قذافی در مقابله با مخالفان را داشت. او به نیجر گریخت و تحت تعقیب مقامات دولتی و نیز اینترپل بود و سرانجام به دولت لیبی تحویل داده شد.

## فعالیت‌های ورزشی
الساعدی قذافی به چندین تیم ایتالیایی در لیگ دسته دو و همچنین کالچو پیوست. او علاوه بر مدیریت باشگاه الاهلی طرابلس، ریاست فدراسیون فوتبال لیبی را عهده‌دار بود. او در بازی پروجا-یوونتوس ۱۵ دقیقه بازی کرد و بعد از آن بازی به دلیل استفاده از هورمون ناندرولون به ۳ ماه دوری از مسابقات جریمه شد. پس از آن به باشگاه اودینیزه نقل مکان کرد و برای این تیم نیز ۲۰ دقیقه مقابل سامپدریا به زمین رفت. او بعنوان رئیس فدراسیون لیبی درخواست میزبانی جام جهانی ۲۰۱۰ را به فیفا ارائه کرد که این درخواست مورد قبول واقع نشد.

## دستگیری و شکنجه
ساعدی قذافی پس از انقلاب لیبی در نیجر بازداشت شد و به اتهام تیراندازی به سوی معترضان و سایر جرایم ارتکابی در دوران قدرت پدرش به لیبی مسترد شد. در تابستان ۲۰۱۵، ویدئویی منتشر شد که نگهبانان زندان، به کف پای پسر قذافی شلاق می‌زنند و او در حال فریاد زدن است. فعالان حقوق بشر انتشار این ویدئو و آزار و اذیت ساعدی قذافی را محکوم کردند.